# Renate Eisenegger
Renate Eisenegger (1949, Gelsenkirchen, Alemanya) és una artista feminista alemanya.
Una de les seves obres més destacades és la seqüència fotogràfica de vuit parts titulada Isolamento (Aïllament, 1972), on mostra l'artista posant-se cotó per damunt de la boca, el nas, les orelles i els ulls i enganxant-lo amb una cinta adhesiva i, tot seguit, enganxant-se les mans, també amb cinta, al damunt de la cara. Aquesta anguniosa obstrucció de la comunicació no és únicament el reflex de l'experiència particular de l'artista, sinó també de l'experiència col·lectiva de les dones, una situació contra la qual protestava el moviment feminista d'aleshores.
L'any 1974 es va representar Hochhaus (Nr. 1) (Bloc de pisos [núm. 1]) sense públic i en un habitatge d'un bloc de pisos d'Hamburg. Ajupida, Eisenegger recorria un llarg passadís planxant el terra de linòleum llis. Aquesta performance abordava la naturalesa monòtona del treball domèstic de les dones, així com la manca d'imaginació i l'angoixa que provocava viure en l'anònima arquitectura dels típics blocs de pisos dels anys seixanta.